# アブイブラヒム・ハシミ
アブイブラヒム・ハシミ・クラシ（アラビア語: أبو إبراهيم الهاشمي القرشي, 転写：Abū Ibrāhīm al-Hāshimī al-Qurashī, アブー・イブラーヒーム・アル＝ハーシミー・アル＝クラシー、英字表記例：Abu Ibrahim al-Hashimi al-Qurashi、1976年10月1日あるいは10月5日 - 2022年2月3日）は、宗教家、イスラム国 （ISIL）のカリフ。
2019年10月31日、ISILの報道機関により、カリフだったアブー・バクル・アル＝バグダーディーの死亡後、1週間足らずで後任のカリフに就任したことが発表された。
ISILが発表した本名は正確にはアブー・イブラーヒーム・アル＝ハシーミー・アル＝クラシーであるが、日本の各種報道機関は短縮名のアブイブラヒム・ハシミ・クラシで通している。

## 氏名と身元

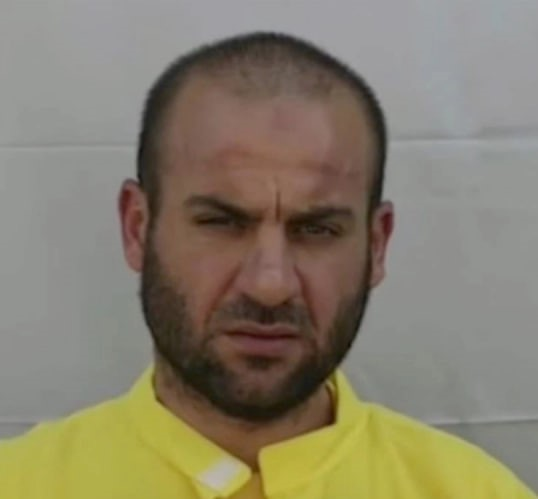
イラクのキャンプ・ブッカで拘束されていたハシミの顔写真

ハシミの名前がバグダーディーの後継者として上がったことはなく、その来歴ははっきりしない。ニスバ（由来名）のクラシーはバグダーディーと同じくムハンマドの出身部族であるクライシュ族との関係性を暗示している（イスラム教においては、正統なカリフは預言者ムハンマドと同じクライシュ族出身でなくてはならないという意見が根強い）。ハシミは仮名であると考えられており、本名は不明である。
ハッジー・アブラッダーとして知られていたアミール・ムハンマド・サイード・アブドゥッラフマーン・アル＝マウラー（أمير محمد سعيد عبد الرحمن المولى, 転写：Amīr Muḥammad Saʿīd ʿAbd al-Raḥmān al-Mawlā）であるとする推測もある。SITE Intelligence Groupのリタ・カッツは「最低一度は新しい指導者の顔を公開したビデオ演説を公開する」ISILに似つかわしくないと考えている。2019年11月1日に、アメリカ合衆国大統領ドナルド・トランプは、ソーシャルメディア上で合衆国政府はハシミの正体を特定したと主張している。
ISILが生年月日を明らかにしない人物を後継者にしたのは、これが初めてのことである。実名が割れたという報道もあった。
ISILによるとハシミは西洋諸国との戦闘に熟練しており、宗教教育を受けており、司令官を経験している。ハシミは「学者、作業員、崇拝者」、「ジハードに突出した人物」、「戦争のエミール（指導者）」 として説明されている。

### ISIL指導者としての経歴

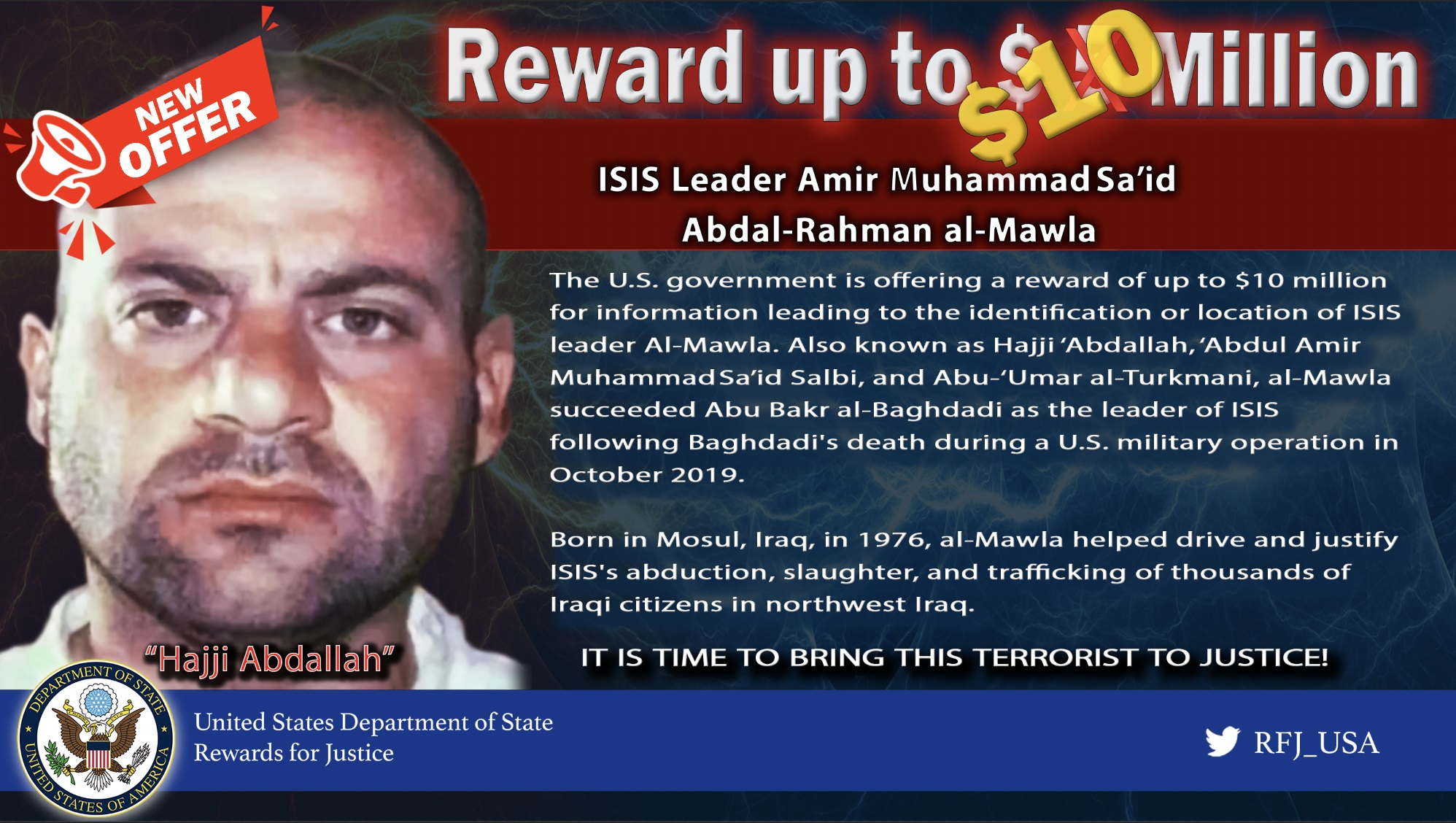
ハシミに関する情報に1000万ドルを提供する正義への報酬プログラムの指名手配書

バグダーディーが米国の攻撃により死亡したことを受けて死後1週間足らずでハシミがシュラ（最高会議）で後継のカリフに選出された。これはイラク・シリアにおける領土の大半を喪失しつつもなおカリフの地位は失っていないと考えていることを示している。おそらくはハシミのカリフ就任は、バグダーディー自身によって後継指名されたと考えられている。 これは、バグダーディーからの政権移行が非常に速やかに行われたことからも推測される。
ハシミ政権下でのイスラム国の将来像は見通せず、ハシミが点在する複数のスリーパーセルへと弱体化された状態にある脆弱な組織のリーダーに就くことになる、と分析者は指摘する。バグダーディーの死によってISILの分裂を引き起こすとする専門家がいる一方、ISILにさほど影響はないとし、消滅や衰退に否定的な専門家も存在する。
アメリカ合衆国国務省は、拘束につながる情報の提供者に対して500万ドルの懸賞金を支払うことを発表している。
2022年2月3日、アメリカ合衆国大統領ジョー・バイデンはハシミを「戦場から排除した」との声明を発表し、「作戦のおかげで、すべてのアメリカ人が平和を取り戻した」と述べた。主要メディアは死亡したと伝えている。バイデンは、2日夜にアメリカ軍の特殊部隊（デルタフォース24名とそれを航空支援するナイトストーカーズ）により自宅を襲撃されたハシミは、妻と子供2人を巻き添えに自爆したと明らかにした。同年3月10日、ISILは後任の指導者を発表し、ハシミの死亡を認めた。後継者はアブハッサン・ハシミとされている。